# Sulfona

Estrutura de uma sulfona.

Uma sulfona é um composto químico contendo um grupo sulfonil ligado a dois átomos de carbono. A estrutura é análoga à das cetonas. O átomo de enxofre se une aos dois oxigênios por ligações duplas e por ligações simples aos dois hidrocarbonetos substituintes. A fórmula estrutural geral é R-S(=O)(=O)-R', onde R e R' são os radicais orgânicos. Sulfetos são muitas vezes o material de partida para sulfonas por oxidação orgânica, sendo os compostos intermediários os sulfóxidos. Por exemplo, dimetil sulfeto é oxidado a dimetil sulfóxido e então a dimetil sulfona.
Na reação de Ramberg-Bäcklund e na reação de olefinação de Julia sulfonas são convertidas em alcenos pela eliminação de dióxido de enxofre. 

## Exemplos
- Dapsona, droga anteriormente utilizada como antibiótico no tratamento de lepra, dermatite herpetiforme, tuberculose e pneumonia pneumocística (PCP).
- Etilmetilsulfona, C2H5S(=O)2CH3[1]